# Brassolis dimidiata
Brassolis dimidiata är en fjärilsart som beskrevs av Hans Fruhstorfer 1912. Brassolis dimidiata ingår i släktet Brassolis och familjen praktfjärilar. Inga underarter finns listade i Catalogue of Life.